# USS Greenfish (SS-351)
USS Greenfish (SS-351) là một  tàu ngầm lớp Balao được Hải quân Hoa Kỳ chế tạo trong Chiến tranh Thế giới thứ hai. Nó là chiếc tàu chiến duy nhất của Hải quân Hoa Kỳ được đặt cái tên này, theo tên loài cá tuyết Murray. Hoàn tất quá trễ để có thể phục vụ trong Thế Chiến II, nó đã được nâng cấp trong khuôn khổ các Dự án GUPPY II và GUPPY III để tiếp tục hoạt động trong cuộc Chiến tranh Lạnh. Con tàu được chuyển cho Brazil vào năm 1973 để tiếp tục phục vụ như là chiếc Amazonas (S-16), cho đến khi ngừng hoạt động vào năm 1992 và cuối cùng bị bán để tháo dỡ vào năm 2001.

## Thiết kế và chế tạo
Thiết kế của lớp Balao được cải tiến dựa trên  tàu ngầm lớp Gato dẫn trước, là một kiểu tàu ngầm hạm đội có tốc độ trên mặt nước cao, tầm hoạt động xa và vũ khí mạnh để tháp tùng hạm đội chiến trận. Khác biệt chính so với lớp Gato là ở cấu trúc lườn chịu áp lực bên trong dày hơn, và sử dụng thép có độ đàn hồi cao (HTS: High-Tensile Steel), cho phép lặn sâu hơn đến 400 ft (120 m). Con tàu dài 311 ft 9 in (95,02 m) và có trọng lượng choán nước 1.526 tấn Anh (1.550 t) khi nổi và 2.424 tấn Anh (2.463 t) khi lặn. Chúng trang bị động cơ diesel dẫn động máy phát điện để cung cấp điện năng cho bốn động cơ điện, đạt được công suất 5.400 shp (4.000 kW) khi nổi và 2.740 shp (2.040 kW) khi lặn, cho phép đạt tốc độ tối đa 20,25 hải lý trên giờ (37,50 km/h) và 8,75 hải lý trên giờ (16,21 km/h) tương ứng. Tầm xa hoạt động là 11.000 hải lý (20.000 km) khi đi trên mặt nước ở tốc độ 10 hải lý trên giờ (19 km/h) và có thể hoạt động kéo dài đến 75 ngày.
Tương tự như lớp Gato dẫn trước, lớp Balao được trang bị mười ống phóng ngư lôi 21 in (530 mm), gồm sáu ống trước mũi và bốn ống phía phía đuôi tàu, chúng mang theo tối đa 24 quả ngư lôi. Vũ khí trên boong tàu gồm một hải pháo 4 inch/50 caliber, một khẩu pháo phòng không Bofors 40 mm nòng đơn và một khẩu đội Oerlikon 20 mm nòng đôi, kèm theo hai súng máy .50 caliber. Trên tháp chỉ huy, ngoài hai kính tiềm vọng, nó còn trang bị ăn-ten radar SD phòng không và SJ dò tìm mặt biển. Tiện nghi cho thủy thủ đoàn bao gồm điều hòa không khí, thực phẩm trữ lạnh, máy lọc nước, máy giặt và giường ngủ cho hầu hết mọi người, giúp họ chịu đựng cái nóng nhiệt đới tại Thái Bình Dương cùng những chuyến tuần tra kéo dài đến hai tháng rưỡi.
Greenfish được đặt lườn tại xưởng tàu của hãng Electric Boat Company ở Groton, Connecticut vào ngày 29 tháng 6, 1944. Nó được hạ thủy vào ngày 21 tháng 12, 1945, được đỡ đầu bởi bà Thomas J. Doyle, và được cho nhập biên chế cùng Hải quân Hoa Kỳ vào ngày 7 tháng 6, 1946 dưới quyền chỉ huy của Hạm trưởng, Trung tá Hải quân Ralph Marion Metcalf.

## Lịch sử hoạt động

### USSGreenfish
Chuyến đi chạy thử máy của Greenfish, kéo dài từ ngày 22 tháng 7 đến ngày 13 tháng 9, 1946, đã đưa con tàu đi đến Barranquilla, Colombia; vùng kênh đào Panama; Callao, Peru; và St. Thomas, quần đảo Virgin. Khi quay trở về nó huấn luyện thực hành từ Căn cứ Tàu ngầm Hải quân New London và vịnh Chesapeake. Sang đầu năm 1947, nó đi sang khu vực biển Caribe để thực hành hạm đội, và vào ngày 11 tháng 2, 1947 nó là chiếc tàu ngầm đầu tiên thực hiện vận chuyển người từ một tàu sân bay, chiếc Franklin D. Roosevelt (CV-42), sang một tàu ngầm bằng máy bay trực thăng.
Trong một cuộc thực hành huấn luyện ngoài khơi Massachusetts, tại một vị trí cách mũi Cod 40 mi (64 km) về phía Đông Bắc, Greenfish đã phóng ngư lôi đánh chìm U-234, một tàu chiến lợi phẩm đã đầu hàng lực lượng Đồng Minh khi Thế Chiến II kết thúc.

USS Greenfish phóng ngư lôi đánh chìm U-234 ngoài khơi mũi Cod, Massachusetts, 20 tháng 11 năm 1947.

Đi đến xưởng tàu của hãng Electric Boat Co. vào ngày 8 tháng 1, 1948, Greenfish được nâng cấp trong khuôn khổ Chương trình Công suất đẩy dưới nước lớn hơn (GUPPY II), bao gồm trang bị ống hơi cho phép động cơ diesel hoạt động dưới nước đồng thời lắp đặt các dàn ắc quy mạnh hơn. Các cải tiến này đã giúp cải thiện đáng kể tốc độ lặn dưới nước và tầm xa hoạt động.
Sau khi hoàn tất việc nâng cấp, Greenfish quay trở lại New London vào ngày 21 tháng 8, rồi thực hiện một chuyến đi từ ngày 1 tháng 9 với Chuẩn đô đốc James J. Fife, Tư lệnh Lực lượng Tàu ngầm Hạm đội Đại Tây Dương trên tàu. Nó băng qua kênh đào Panama vào ngày 9 tháng 9, tham gia thực hành ngoài khơi Balboa, Panama trước khi quay trở về New London vào ngày 24 tháng 9.
Được điều động sang Hạm đội Thái Bình Dương, lên đường vào ngày 23 tháng 10, và đi đến cảng nhà mới Trân Châu Cảng vào ngày 25 tháng 11. Nó hoạt động thực hành huấn luyện tại vùng biển quần đảo Hawaii, xen kẻ với những đợt huấn luyện chống tàu ngầm và bảo vệ cảng tại khu vực Puget Sound trong năm 1950 và những lượt đại tu tại Xưởng hải quân Mare Island. Rời Trân Châu Cảng vào ngày 15 tháng 11, 1951, chiếc tàu ngầm đi sang căn cứ Yokosuka, Nhật Bản để tham gia cuộc Chiến tranh Triều Tiên, và đã thực hiện một chuyến tuần tra từ ngày 31 tháng 1 đến ngày 1 tháng 3, 1952. Sau đó nó thực hành huấn luyện ngoài khơi Okinawa trước khi quay trở về Hawaii vào ngày 2 tháng 6. Con tàu đi vào Xưởng hải quân Trân Châu Cảng cho một lượt đại tu khác từ ngày 5 tháng 11, 1954 đến ngày 6 tháng 7, 1955.
Khởi hành vào ngày 15 tháng 9, 1955cho một lượt phục vụ cùng Đệ Thất hạm đội tại khu vực Tây Thái Bình Dương, Greenfish đi đến Yokosuka vào ngày 29 tháng 9. Nó tham gia một nhiệm vụ đặc biệt từ ngày 19 tháng 10 đến ngày 15 tháng 11, rồi thực hiện một lượt viếng thăm các cảng Đông Nam Á kéo dài hai tháng. Sau khi viếng Manila và Singapore, con tàu đã ghé đến Rangoon, Miến Điện, trở thành chiếc tàu ngầm đầu tiên đến cảng này, và đã được Thủ tướng Miến Điện U Nu thị sát. Chiếc tàu ngầm tiếp tục ghé thăm Hong Kong và có lượt tập trận ngoài khơi Okinawa và Yokosuka trước khi quay trở về Trân Châu Cảng vào ngày 13 tháng 3, 1956.
Đi đến Xưởng hải quân Trân Châu Cảng vào ngày 15 tháng 12, 1960, Greenfish trở thành một trong chín tàu ngầm tiếp tục được hiện đại hóa sâu rộng trong khuôn khổ Chương trình Công suất đẩy dưới nước lớn hơn (GUPPY III). Để đủ chỗ cho các thiết bị điện tử và phòng bản đồ, thân tàu được kéo dài thêm một đoạn 15 ft (4,6 m) phía trước phòng điều khiển, cấu trúc thượng tầng bằng nhựa, và được bổ sung hệ thống sonar đo xa thụ động BQG-4 PUFF (Passive Underwater Fire Control Feasibility System: Hệ thống Điều khiển hỏa lực thụ động dưới nước khả thi), bao gồm ba cảm biến dạng vây cá mập.
Sau khi công việc hiện đại hóa hoàn tất, Greenfish tiến hành chạy thử máy từ ngày 28 tháng 7, 1961, rồi khởi hảnh vào tháng 12 cho một lượt phục vụ khác cùng Đệ Thất hạm đội tại khu vực Tây Thái Bình Dương. Ngoài các nhiệm vụ đặc biệt, nó tham gia nhiều đợt thực hành hạm đội và chống tàu ngầm cũng như viếng thăm Hong Kong, Manila và Okinawa. Khi quay trở về Trân Châu Cảng vào tháng 6, 1962, nó hoạt động tại chỗ cho đến tháng 10, khi xảy ra vụ Khủng hoảng tên lửa Cuba buộc phải phái con tàu sang tăng cường cho Đệ Thất hạm đội tại Nhật Bản. Khi quay trở về Hawaii vào tháng 12, con tàu được đại tu trước khi tiếp nối hoạt động thường lệ.
Greenfish có một lượt đại tu khác từ ngày 30 tháng 3 đến ngày 4 tháng 9, 1964, rồi có chuyến đi ngắn đến vùng bờ Tây trước khi lên đường đi sang Viễn Đông vào ngày 27 tháng 1, 1965. Đến Nhật Bản vào đầu tháng 2, trong bốn tháng tiếp theo nó hoạt động cùng Đệ Thất hạm đội tại khu vực trải rộng từ Nhật Bản cho đến Philippines. Sau khi quay trở về Trân Châu Cảng vào ngày 1 tháng 8, nó hoạt động huấn luyện tại chỗ cho đến khi lên đường vào ngày 1 tháng 2, 1966 cho một chuyến đi khác sang Viễn Đông, kết thúc khi quay trở về Hawaii vào ngày 1 tháng 7, 1966.
Vào năm 1970, Greenfish trải qua một lượt đại tu khác tại Xưởng hải quân Hunters Point, San Francisco, California. Sau đó nó băng qua kênh đào Panama để đi đến Căn cứ Tàu ngầm Hải quân New London. Chiếc tàu ngầm đã có một chuyến đi sang các khu vực Địa Trung Hải và Bắc Đại Tây Dương trong năm 1971, và tham gia cuộc Tập trận "Springboard" trong năm 1972

### Amazonas(S-16)
Greenfish được cho xuất biên chế đồng thời rút tên khỏi danh sách Đăng bạ Hải quân Hoa Kỳ vào ngày 29 tháng 10, 1973. Con tàu được bán cho Brazil vào ngày 19 tháng 12, 1973 trong khuôn khổ Chương trình viện trợ quân sự, và phục vụ cùng Hải quân Brazil như là chiếc Amazonas (S-16), là chiếc tàu chiến thứ tám của Hải quân Brazil mang cái tên này, được đặt theo tên sông Amazon. Sau khi xuất biên chế vào ngày 15 tháng 10, 1992, nó dự định sẽ được giữ lại như một tàu bảo tàng tại Trung tâm Lịch sử Hàng hải ở Rio de Janeiro. Tuy nhiên do tình trạng vật chất quá kém, con tàu đã bị tháo dỡ tại Xưởng tàu Niteroi vào ngày 30 tháng 1 2004.